# سيرجيو أبرامو
سيرجيو أبرامو (بالإيطالية: Sergio Abramo)‏ هو رائد أعمال وسياسي إيطالي، ولد في 29 مارس 1958 في قطنصار في إيطاليا. حزبياً، نشط في فورزا إيطاليا (إيطاليا). وقد انتخب عمدة.